# Kiryl Stupak
Kiryl Sjarheevič Stupak (in bielorusso Кірыл Сяргеевіч Ступак?; Minsk, 16 marzo 1990) è uno scacchista bielorusso.
Ha ottenuto il titolo di Maestro internazionale nel 2007 e di Grande maestro nel 2011.

## Principali risultati
Nel 2006 ha vinto il campionato bielorusso U16. Nel settembre 2008 ha vinto a Herceg Novi il Campionato Europeo blitz U18 e l'anno successivo ha vinto il campionato bielorusso juniores (U20).
Nel gennaio 2014 ha vinto a Minsk l'80º campionato nazionale della Bielorussia, partendo dal 7º posto nel rating Elo.
Con la nazionale bielorussa ha partecipato a tre edizioni delle Olimpiadi degli scacchi dal 2010 al 2014, ottenendo complessivamente il 67,3% dei punti. Alle olimpiadi di Khanty-Mansiysk 2010 ha vinto una medaglia di bronzo individuale in 4ª scacchiera.
Ha ottenuto il suo massimo rating FIDE in dicembre 2017, con 2588 punti Elo.